# Список Героев Советского Союза (Петрюк — Плетенской)
В настоящем списке представлены в алфавитном порядке все Герои Советского Союза, чьи фамилии начинаются с буквы «П» (всего 940 человек, из которых 12 удостоены звания дважды и один — А. И. Покрышкин — трижды). Список содержит даты Указов Президиума Верховного Совета СССР о присвоении звания, информацию о роде войск, должности и воинском звании Героев на дату представления к присвоению звания Героя Советского Союза, годах их жизни.
- Персиковым цветом  в таблице выделены Герои, удостоенные звания дважды и более раз.
- Серым цветом  в таблице выделены Герои, представленные к званию посмертно.

| Навигационная таблица | Навигационная таблица                 |
| --------------------- | ------------------------------------- |
| «П»                   | Павкин Иван — Пантелеев Лев           |
| «П»                   | Пантелькин Анатолий — Перелёт Алексей |
| «П»                   | Перепелица Александр — Петрушин Иван  |
| «П»                   | Петрюк Василий — Плетенской Павел     |
| «П»                   | Плетнёв Пётр — Половинкин Александр   |
| «П»                   | Половинкин Валентин — Попов Николай   |
| «П»                   | Попов Павел — Просолов Иван           |
| «П»                   | Просяник Емельян — Пятяри Иван        |

| № п/п | Фамилия Имя Отчество                                                                   | Дата Указа | Род войск    | Должность | Звание                    | Годы жизни                               | БС ГС НЛ                        |
| ----- | -------------------------------------------------------------------------------------- | ---------- | ------------ | --- | ------------------------- | ---------------------------------------- | ------------------------------- |
| 349   | Петрюк Василий Демидович укр. Петрюк Василь Демидович                                  | 26.10.1943 | артиллерия   | командир орудия 115-го гвардейского армейского истребительно-противотанкового артиллерийского полка 7-й гвардейской армии Степного фронта                                                               | гвардии старший сержант   | 01.05.1922 — 05.02.1991                  | [ БС 1 ] [ ГС 1 ] [ НЛ 1 ]      |
| 350   | Петряев Александр Акимович                                                             | 24.03.1945 | танкист      | механик-водитель танка Т-34 3-й гвардейской танковой бригады 3-го гвардейского танкового корпуса 5-й гвардейской танковой армии 3-го Белорусского фронта                                                | гвардии сержант           | 21.11.1925 — 30.06.1944                  | [ БС 1 ] [ ГС 2 ] [ НЛ 2 ]      |
| 351   | Петухов Алексей Сафронович                                                             | 04.06.1944 | пехота       | командир отделения роты противотанковых ружей 298-го стрелкового полка 186-й стрелковой дивизии 3-й армии Брянского фронта                                                                              | младший сержант           | 02.02.1919 — 23.04.1955                  | [ БС 1 ] [ ГС 3 ] [ НЛ 3 ]      |
| 352   | Петухов Иван Дмитриевич                                                                | 22.02.1944 | пехота       | командир батальона 78-го гвардейского стрелкового полка 25-й гвардейской стрелковой дивизии 6-й армии 3-го Украинского фронта                                                                           | гвардии капитан           | 14.08.1919 — 22.08.1965                  | [ БС 1 ] [ ГС 4 ] [ НЛ 4 ]      |
| 353   | Петухов Игнатий Павлович                                                               | 23.10.1943 | инженер      | командир 20-го отдельного понтонно-мостового батальона 40-й армии Воронежского фронта | капитан                   | 27.12.1914 — 05.05.1950                  | [ БС 2 ] [ ГС 5 ] [ НЛ 5 ]      |
| 354   | Петухов Николай Дмитриевич                                                             | 15.01.1944 | пехота       | командир 221-го гвардейского стрелкового полка 77-й гвардейской стрелковой дивизии 61-й армии Центрального фронта                                                                                       | гвардии майор             | 09.03.1913 — 15.08.1982                  | [ БС 2 ] [ ГС 6 ] [ НЛ 6 ]      |
| 355   | Петухов Николай Евгеньевич                                                             | 17.11.1943 | пехота       | автоматчик моторизованного пулемётного батальона 51-й гвардейской танковой бригады 6-го гвардейского танкового корпуса 3-й гвардейской танковой армии Воронежского фронта                               | гвардии красноармеец      | 23.03.1925 — 24.09.1943                  | [ БС 2 ] [ ГС 7 ] [ НЛ 7 ]      |
| 356   | Петушков Адам Захарович бел. Петушкоў Адам Захаравіч                                   | 10.01.1944 | танкист      | командир танкового взвода 166-го отдельного инженерно-танкового полка 3-я гвардейской танковой армии 1-го Украинского фронта                                                                            | старший лейтенант         | 22.04.1918 — 25.07.1976                  | [ БС 2 ] [ ГС 8 ] [ НЛ 8 ]      |
| 357   | Петушков Алексей Свиридович бел. Петушкоў Аляксей Свірыдавіч                           | 19.08.1944 | авиация      | заместитель командира 3-го гвардейского авиационного полка 2-й гвардейской авиационной дивизии 2-го гвардейского авиационного корпуса Авиации дальнего действия                                         | гвардии подполковник      | 05.10.1913 — 27.07.1991                  | [ БС 2 ] [ ГС 9 ] [ НЛ 9 ]      |
| 358   | Петченко Иосиф Тихонович укр. Петченко Йосип Тихонович                                 | 22.07.1944 | артиллерия   | наводчик миномёта 992-го стрелкового полка 306-й стрелковой дивизии 43-й армии 1-го Прибалтийского фронта                                                                                               | красноармеец              | 17.09.1901 — 05.08.1976                  | [ БС 2 ] [ ГС 10 ] [ НЛ 10 ]    |
| 359   | Петялин Сергей Васильевич                                                              | 24.03.1945 | пехота       | разведчик взвода пешей разведки 210-го стрелкового полка 82-й стрелковой дивизии 3-й армии 1-го Белорусского фронта                                                                                     | ефрейтор                  | 04.10.1925 — 30.06.1944                  | [ БС 2 ] [ ГС 11 ] [ НЛ 11 ]    |
| 360   | Печёнкин Ефим Никифорович                                                              | 27.06.1945 | артиллерия   | командир орудия 362-го артиллерийского полка 106-й стрелковой дивизии 3-й гвардейской армии 1-го Украинского фронта                                                                                     | старшина                  | 1917 — 25.01.1945                        | [ БС 2 ] [ ГС 12 ] [ НЛ 12 ]    |
| 361   | Печёный Николай Николаевич укр. Печений Микола Миколайович                             | 15.05.1946 | авиация      | командир эскадрильи 42-го гвардейского истребительного авиационного полка 269-й истребительной авиационной дивизии 4-й воздушной армии 2-го Белорусского фронта                                         | гвардии майор             | 15.02.1919 — 24.12.1995                  | [ БС 3 ] [ ГС 13 ] [ НЛ 13 ]    |
| 362   | Печенюк Василий Григорьевич                                                            | 26.10.1943 | инженер      | командир отделения 89-го гвардейского отдельного сапёрного батальона 78-й гвардейской стрелковой дивизии 7-й гвардейской армии Степного фронта                                                          | гвардии старший сержант   | 05.01.1920 — 23.06.2008                  | [ БС 4 ] [ ГС 14 ] [ НЛ 14 ]    |
| 363   | Печенюк Никита Карпович укр. Печенюк Микита Карпович                                   | 10.04.1945 | пехота       | командир отделения 4-го гвардейского стрелкового полка 6-й гвардейской стрелковой дивизии 13-й армии 1-го Украинского фронта                                                                            | гвардии младший сержант   | 1907 — 27.01.1945                        | [ БС 4 ] [ ГС 15 ] [ НЛ 15 ]    |
| 364   | Печенюк Фёдор Иосифович укр. Печенюк Федір Йосипович                                   | 16.10.1943 | пехота       | командир 205-го гвардейского стрелкового полка 70-й гвардейской стрелковой дивизии 13-й армии Центрального фронта                                                                                       | гвардии подполковник      | 20.03.1906 — 26.01.1965                  | [ БС 4 ] [ ГС 16 ] [ НЛ 16 ]    |
| 365   | Печерица Александр Яковлевич                                                           | 27.02.1945 | артиллерия   | командир 26-го отдельного истребительно-противотанкового дивизиона 397-й стрелковой дивизии 61-й армии 1-го Белорусского фронта                                                                         | майор                     | 22.07.1914 — 14.11.2003                  | [ БС 4 ] [ ГС 17 ] [ НЛ 17 ]    |
| 366   | Печерский Михаил Фёдорович                                                             | 15.05.1946 | артиллерия   | командир орудия 164-го стрелкового полка 33-й стрелковой дивизии 3-й ударной армии 1-го Белорусского фронта                                                                                             | старший сержант           | 07.11.1925 — 29.04.1945                  | [ БС 4 ] [ ГС 18 ] [ НЛ 18 ]    |
| 367   | Печковский Георгий Антонович                                                           | 24.03.1945 | артиллерия   | командир огневого взвода 26-й гвардейской пушечной артиллерийской бригады 8-й пушечной артиллерийской дивизии РГК в составе войск 1-го Прибалтийского фронта                                            | гвардии лейтенант         | 20.03.1923 — 17.08.1944                  | [ БС 4 ] [ ГС 19 ] [ НЛ 19 ]    |
| 368   | Пешаков Александр Степанович                                                           | 31.05.1945 | артиллерия   | командир 66-го гвардейского зенитного артиллерийского полка 9-го гвардейского танкового корпуса 2-й гвардейской танковой армии 1-го Белорусского фронта                                                 | гвардии полковник         | 19.08.1910 — 19.06.1969                  | [ БС 4 ] [ ГС 20 ] [ НЛ 20 ]    |
| 369   | Пешехонов Василий Иванович                                                             | 10.04.1945 | пехота       | заместитель командира отделения роты противотанковых ружей моторизированного батальона автоматчиков 13-й гвардейской танковой бригады 4-го гвардейского танкового корпуса 1-го Украинского фронта       | гвардии младший сержант   | 1925 — 20.01.1945                        | [ БС 5 ] [ ГС 21 ] [ НЛ 21 ]    |
| 370   | Пешков Александр Иванович                                                              | 27.02.1945 | пехота       | командир 1052-го стрелкового полка 301-й стрелковой дивизии 5-й ударной армии 1-го Белорусского фронта                                                                                                  | подполковник              | 13.08.1908 — 24.02.1976                  | [ БС 5 ] [ ГС 22 ] [ НЛ 22 ]    |
| 371   | Пешков Владимир Николаевич                                                             | 20.05.1940 | авиация      | флаг-штурман эскадрильи 49-го истребительного авиационного полка ВВС 15-я армия Северо-Западного фронта                                                                                                 | старший лейтенант         | 11.01.1911 — 08.09.1941                  | [ БС 5 ] [ ГС 23 ] [ НЛ 23 ]    |
| 372   | Пещенко Андрей Семёнович укр. Пешчанка Андрэй Сямёнавіч                                | 15.05.1946 | авиация      | командир звена 451-го штурмового авиационного полка 264-й штурмовой авиационной дивизии 5-го штурмового авиационного корпуса 5-й воздушной армии 2-го Украинского фронта                                | лейтенант                 | 06.12.1921 — 27.01.2006                  | [ БС 5 ] [ ГС 24 ] [ НЛ 24 ]    |
| 373   | Пивень Пётр Степанович укр. Півень Петро Степанович                                    | 15.01.1944 | пехота       | командир пулемётного взвода 32-го гвардейского стрелкового полка 12-й гвардейской стрелковой дивизии 61-й армии Центрального фронта                                                                     | гвардии лейтенант         | 04.01.1919 — 09.01.1980                  | [ БС 5 ] [ ГС 25 ] [ НЛ 25 ]    |
| 374   | Пивнюк Николай Владимирович укр. Півнюк Микола Володимирович                           | 30.01.1943 | авиация      | командир звена 128-го ближнебомбардировочного авиационного полка ВВС Калининского фронта | старший лейтенант         | 05.09.1917 — 30.10.1976                  | [ БС 5 ] [ ГС 26 ] [ НЛ 26 ]    |
| 375   | Пивовар Виктор Гордеевич укр. Пивовар Віктор Гордійович                                | 23.05.1945 | артиллерия   | заместитель по стрелковой части командира 1672-го истребительно-противотанкового артиллерийского полка РГК в составе войск 4-го Украинского фронта                                                      | подполковник              | 21.11.1902 — 14.01.1945                  | [ БС 6 ] [ ГС 27 ] [ НЛ 27 ]    |
| 376   | Пивоваров Михаил Евдокимович                                                           | 15.05.1946 | авиация      | командир эскадрильи 402-го истребительного авиационного полка 265-й истребительной авиационной дивизии 3-го истребительного авиационного корпуса 16-й воздушной армии 1-го Белорусского фронта          | старший лейтенант         | 07.01.1919 — 15.05.1949                  | [ БС 7 ] [ ГС 28 ] [ НЛ 28 ]    |
| 377   | Пивоваров Михаил Иванович                                                              | 27.02.1945 | танкист      | командир танковой роты 50-го гвардейского отдельного тяжёлого танкового полка 11-го танкового корпуса 69-й армии 1-го Белорусского фронта                                                               | гвардии майор             | 26.12.1915 — 06.01.1976                  | [ БС 7 ] [ ГС 29 ] [ НЛ 29 ]    |
| 378   | Пивоваров Сергей Антонович                                                             | 16.10.1943 | артиллерия   | командир миномётного расчёта миномётной роты 229-го стрелкового полка 8-й стрелковой дивизии 13-й армии Центрального фронта                                                                             | красноармеец              | 10.10.1914 — 23.02.1991                  | [ БС 7 ] [ ГС 30 ] [ НЛ 30 ]    |
| 379   | Пивченков Владимир Тимофеевич                                                          | 24.03.1945 | пехота       | командир батальона 954-го стрелкового полка 194-й стрелковой дивизии 48-й армии 1-го Белорусского фронта                                                                                                | капитан                   | 25.10.1919 — 04.09.1944                  | [ БС 7 ] [ ГС 31 ] [ НЛ 31 ]    |
| 380   | Пигида Николай Евстафьевич                                                             | 24.12.1943 | артиллерия   | начальник штаба 12-го истребительно-противотанкового артиллерийского полка РГК в составе 40-й армии Воронежского фронта                                                                                 | старший лейтенант         | 19.12.1919 — 12.09.1943                  | [ БС 7 ] [ ГС 32 ] [ НЛ 32 ]    |
| 381   | Пигин Иван Фёдорович                                                                   | 24.03.1945 | пехота       | командир роты 214-го гвардейского стрелкового полка 73-й гвардейской стрелковой дивизии 57-й армии 3-го Украинского фронта                                                                              | гвардии капитан           | 20.07.1902 — 28.03.1974                  | [ БС 8 ] [ ГС 33 ] [ НЛ 33 ]    |
| 382   | Пигорев Николай Григорьевич (Пигорёв Николай Григорьевич, Пигарёв Николай Григорьевич) | 26.04.1944 | пехота       | автоматчик 3-й гвардейской отдельной разведывательной роты 20-й гвардейской механизированной бригады 8-го гвардейского механизированного корпуса 1-й гвардейской танковой армии 1-го Украинского фронта | гвардии красноармеец      | 20.05.1925 — 23.03.1944                  | [ БС 7 ] [ ГС 34 ] [ НЛ 34 ]    |
| 383   | Пиджаков Николай Николаевич                                                            | 24.03.1945 | танкист      | командир танка Т-34 34-й гвардейской отдельной танковой бригады 6-й гвардейской армии 1-го Прибалтийского фронта                                                                                        | гвардии лейтенант         | 17.12.1923 — 15.04.1969                  | [ БС 9 ] [ ГС 35 ] [ НЛ 35 ]    |
| 384   | Пидтыкан Иван Дмитриевич укр. Підтыкан Іван Дмитрович                                  | 06.06.1942 | авиация      | командир звена 123-го истребительного авиационного полка 7-го истребительного авиационного корпуса Ленинградской армии ПВО                                                                              | старший лейтенант         | 13.04.1918 — 02.08.1942                  | [ БС 9 ] [ ГС 36 ] [ НЛ 36 ]    |
| 385   | Пикалов Александр Михайлович                                                           | 10.04.1945 | танкист      | командир танка Т-34 13-й гвардейской танковой бригады 4-го гвардейского танкового корпуса 5-й гвардейской армии 1-го Украинского фронта                                                                 | гвардии лейтенант         | 10.07.1923 — 30.09.1976                  | [ БС 9 ] [ ГС 37 ] [ НЛ 37 ]    |
| 386   | Пикалов Владимир Карпович                                                              | 24.12.1986 | генерал      | начальник химических войск Министерства обороны СССР | генерал-полковник         | 15.09.1924 — 29.03.2003                  | ——                              |
| 387   | Пикачёв Константин Степанович                                                          | 24.03.1945 | пехота       | командир роты 1166-го стрелкового полка 346-й стрелковой дивизии 51-й армии 4-го Украинского фронта | старший лейтенант         | 1918 — 09.05.1944                        | [ БС 9 ] [ ГС 39 ] [ НЛ 38 ]    |
| 388   | Пикин Иван Назарович                                                                   | 13.11.1943 | пехота       | командир пулемётного расчёта пулемётной роты 931-го стрелкового полка 240-й стрелковой дивизии 38-й армии Воронежского фронта                                                                           | младший сержант           | 19.12.1923 — 10.12.2003                  | [ БС 9 ] [ ГС 40 ] [ НЛ 39 ]    |
| 389   | Пикунов Александр Степанович                                                           | 27.06.1945 | танкист      | командир танка 91-й танковой бригады 9-го механизированного корпуса 3-й гвардейской танковой армии 1-го Украинского фронта                                                                              | младший лейтенант         | 10.01.1923 — 14.01.2012                  | [ БС 9 ] [ ГС 41 ] [ НЛ 40 ]    |
| 390   | Пилипас Валентин Викторович                                                            | 24.03.1945 | пехота       | заместитель командира батальона 329-го стрелкового полка 70-й стрелковой дивизии 33-й армии 2-го Белорусского фронта                                                                                    | капитан                   | 14.02.1920 — 18.09.1957                  | [ БС 9 ] [ ГС 42 ] [ НЛ 41 ]    |
| 391   | Пилипенко Владимир Степанович укр. Пилипенко Володимир Степанович                      | 16.05.1944 | морской флот | командир звена артиллерийских катеров 2-й бригады торпедных катеров Черноморского флота | старший лейтенант         | 25.11.1918 — 13.03.2005                  | [ БС 10 ] [ ГС 43 ] [ НЛ 42 ]   |
| 392   | Пилипенко Иван Маркович укр. Пилипенко Іван Маркович                                   | 13.02.1942 | авиация      | командир эскадрильи 40-го истребительного авиационного полка 217-й истребительной авиационной дивизии 4-й воздушной армии Закавказского фронта                                                          | капитан                   | 15.08.1912 — 02.10.1942                  | [ БС 11 ] [ ГС 44 ] [ НЛ 43 ]   |
| 393   | Пилипенко Михаил Васильевич укр. Пилипенко Михайло Васильович                          | 22.02.1944 | пехота       | командир батальона 933-го стрелкового полка 254-й стрелковой дивизии 52-й армии Степного фронта | капитан                   | 26.12.1922 — май 1944 (пропал без вести) | [ БС 11 ] [ ГС 45 ] [ НЛ 44 ]   |
| 394   | Пилипенко Михаил Корнеевич бел. Піліпенка Міхаіл Карнеевіч                             | 29.10.1943 | связисты     | связист роты связи 1318-го стрелкового полка 163-й стрелковой дивизии 38-й армии Воронежского фронта | младший сержант           | 03.09.1924 — 24.11.2009                  | [ БС 11 ] [ ГС 46 ] [ НЛ 45 ]   |
| 395   | Пилипенко Яков Павлович укр. Пилипенко Яків Павлович                                   | 27.02.1945 | танкист      | командир танка Т-34 49-й гвардейской танковой бригады 12-го гвардейского танкового корпуса 2-й гвардейской танковой армии 1-го Белорусского фронта                                                      | гвардии лейтенант         | 03.03.1920 — 31.07.2003                  | [ БС 11 ] [ ГС 47 ] [ НЛ 46 ]   |
| 396   | Пилипченко Дмитрий Алексеевич                                                          | 24.03.1945 | пехота       | стрелок 145-го гвардейского стрелкового полка 66-й гвардейской стрелковой дивизии 18-й армии 1-го Украинского фронта                                                                                    | гвардии красноармеец      | 01.11.1906 — 31.07.1944                  | [ БС 11 ] [ ГС 48 ] [ НЛ 47 ]   |
| 397   | Пильников Александр Павлович                                                           | 24.03.1945 | танкист      | командир танковой роты 202-й танковой бригады 19-го танкового корпуса 51-й армии 1-го Прибалтийского фронта                                                                                             | лейтенант                 | 03.03.1924 — 21.08.1989                  | [ БС 12 ] [ ГС 49 ] [ НЛ 48 ]   |
| 398   | Пилютов Пётр Андреевич                                                                 | 10.02.1943 | авиация      | заместитель командира 154-го истребительного авиационного полка 39-й истребительной авиационной дивизии Ленинградского фронта                                                                           | капитан                   | 23.12.1906 — 24.03.1960                  | [ БС 13 ] [ ГС 50 ] [ НЛ 49 ]   |
| 399   | Пименов Василий Васильевич                                                             | 13.06.1984 | десантники   | командир батальона 345-го гвардейского отдельного парашютно-десантного полка 40-й армии ограниченного контингента советских войск в Афганистане                                                         | гвардии майор             | 27.03.1954 — 29.09.2005                  | ——                              |
| 400   | Пименов Василий Маркелович                                                             | 10.01.1944 | артиллерия   | командир миномётного расчёта 272-го гвардейского миномётного полка 6-го гвардейского танкового корпуса 3-й гвардейской танковой армии Воронежского фронта                                               | гвардии младший сержант   | 19.03.1911 — 1981                        | [ БС 13 ] [ ГС 52 ] [ НЛ 50 ]   |
| 401   | Пименов Иван Иванович                                                                  | 24.03.1945 | танкист      | командир танкового батальона 79-й танковой бригады 19-го танкового корпуса 6-й гвардейской армии 1-го Прибалтийского фронта                                                                             | капитан                   | 25.01.1917 — 27.12.1944                  | [ БС 13 ] [ ГС 53 ] [ НЛ 51 ]   |
| 402   | Пименов Иван Тимофеевич                                                                | 08.09.1943 | артиллерия   | наводчик орудия 167-го гвардейского лёгкого артиллерийского полка 3-й гвардейской лёгкой артиллерийской бригады 1-й гвардейской артиллерийской дивизии РГК в составе войск Центрального фронта          | гвардии красноармеец      | 26.12.1924 — 22.07.1943                  | [ БС 13 ] [ ГС 54 ] [ НЛ 52 ]   |
| 403   | Пинский Матвей Савельевич укр. Пинський Матвій Савелійович                             | 27.02.1945 | танкист      | командир танкового батальона 44-й гвардейской танковой бригады 11-го гвардейского танкового корпуса 1-й гвардейской танковой армии 1-го Белорусского фронта                                             | гвардии майор             | 21.09.1916 — 08.10.1987                  | [ БС 13 ] [ ГС 55 ] [ НЛ 53 ]   |
| 404   | Пинчук Андрей Михайлович бел. Пінчук Андрэй Міхайлавіч                                 | 28.04.1945 | танкист      | командир танкового батальона 27-й гвардейской отдельной танковой бригады 7-й гвардейской армии 2-го Украинского фронта                                                                                  | гвардии майор             | 27.07.1913 — 24.12.1944                  | [ БС 13 ] [ ГС 56 ] [ НЛ 54 ]   |
| 405   | Пинчук Григорий Сергеевич бел. Пінчук Рыгор Сяргеевіч                                  | 07.02.1940 | авиация      | командир самолёта 57-го скоростного бомбардировочного авиационного полка ВВС Балтийского флота | лейтенант                 | 24.01.1912 — 14.05.1944                  | ——                              |
| 406   | Пинчук Николай Григорьевич бел. Пінчук Мікалай Рыгоравіч                               | 19.04.1945 | авиация      | заместитель командира и штурман эскадрильи 18-го гвардейского истребительного авиационного полка 303-й истребительной авиационной дивизии 1-й воздушной армии 3-го Белорусского фронта                  | гвардии капитан           | 04.02.1921 — 12.01.1978                  | [ БС 15 ] [ ГС 58 ] [ НЛ 55 ]   |
| 407   | Пинчук Тимофей Зиновьевич укр. Пінчук Тимофій Зіновійович                              | 15.05.1946 | танкист      | заместитель командира 23-го гвардейского танкового полка 4-й гвардейской механизированной бригады 2-го гвардейского механизированного корпуса 6-й гвардейской танковой армии 2-го Украинского фронта    | гвардии подполковник      | 21.02.1919 — 25.04.1945                  | [ БС 15 ] [ ГС 59 ] [ НЛ 56 ]   |
| 408   | Пиняев Георгий Андреевич                                                               | 21.03.1940 | танкист      | командир танкового взвода 9-го отдельного танкового батальона 13-й лёгкой танковой бригады 7-й армии Северо-Западного фронта                                                                            | лейтенант                 | 1919 — 21.02.1940                        | [ БС 15 ] [ ГС 60 ] [ НЛ 57 ]   |
| 409   | Пирмисашвили Алексей Захарович груз. პირმისაშვილი ალექსი                               | 13.12.1942 | артиллерия   | командир дивизиона 955-го артиллерийского полка 392-й стрелковой дивизии 37-й армии Закавказского фронта                                                                                                | старший лейтенант         | 07.01.1913 — 15.09.1986                  | [ БС 15 ] [ ГС 61 ] [ НЛ 58 ]   |
| 410   | Пирогов Владимир Васильевич                                                            | 22.02.1944 | авиация      | заместитель командира эскадрильи 9-го гвардейского минно-торпедного авиационного полка 5-й минно-торпедной авиационной дивизии ВВС Северного флота                                                      | гвардии старший лейтенант | 24.09.1918 — 02.03.2001                  | [ БС 15 ] [ ГС 62 ] [ НЛ 59 ]   |
| 411   | Пирогов Иван Захарович                                                                 | 24.12.1943 | артиллерия   | командир орудия 611-го истребительно-противотанковогоартиллерийского полка 40-й армии Воронежского фронта                                                                                               | старший сержант           | 21.05.1922 — 22.11.1954                  | [ БС 15 ] [ ГС 63 ] [ НЛ 60 ]   |
| 412   | Пирогов Тимофей Ефимович                                                               | 10.02.1943 | пехота       | командир отделения 270-го стрелкового полка 136-й стрелковой дивизии 67-й армии Ленинградского фронта                                                                                                   | младший сержант           | 05.03.1919 — 24.11.1981                  | [ БС 15 ] [ ГС 64 ] [ НЛ 61 ]   |
| 413   | Пироговский Александр Сидорович укр. Пироговський Олександр Сидорович                  | 02.05.1945 | партизан     | один из организаторов антифашистского подполья в Киеве, секретарь Зализничного подпольного райкома КП(б)У                                                                                               | —                         | 24.08.1897 — 06.11.1943                  | [ БС 16 ] [ ГС 65 ] [ НЛ 62 ]   |
| 414   | Пироженко Степан Матвеевич укр. Пироженко Степан Матвійович                            | 27.06.1945 | инженер      | катерист 134-го отдельного моторизированного понтонно-мостового батальона 6-й понтонно-мостовой бригады 1-го Украинского фронта                                                                         | сержант                   | 24.04.1916 — 21.03.1962                  | [ БС 17 ] [ ГС 66 ] [ НЛ 63 ]   |
| 415   | Пирожков Борис Григорьевич                                                             | 14.02.1943 | авиация      | командир эскадрильи 787-го истребительного авиационного полка 125-й истребительной авиационной дивизии Войск ПВО территории страны                                                                      | старший лейтенант         | 17.07.1917 — 04.09.1942                  | [ БС 17 ] [ ГС 67 ] [ НЛ 64 ]   |
| 416   | Пирязев Андрей Никифорович                                                             | 15.01.1944 | инженер      | сапёр 12-го отдельного сапёрного батальона 106-й стрелковой дивизии 65-й армии Центрального фронта | красноармеец              | 15.10.1916 — 20.08.1983                  | [ БС 17 ] [ ГС 68 ] [ НЛ 65 ]   |
| 417   | Писарев Андрей Павлович                                                                | 31.05.1945 | артиллерия   | командир 136-й армейской пушечной артиллерийской бригады 3-й ударной армии 1-го Белорусского фронта | полковник                 | 03.10.1908 — 14.12.1969                  | [ БС 17 ] [ ГС 69 ] [ НЛ 66 ]   |
| 418   | Писарев Геннадий Васильевич                                                            | 06.03.1945 | авиация      | штурман эскадрильи 36-го минно-торпедного авиационного полка 5-й минно-торпедной авиационной дивизии ВВС Северного флота                                                                                | капитан                   | 07.02.1913 — 29.03.1957                  | [ БС 17 ] [ ГС 70 ] [ НЛ 67 ]   |
| 419   | Писарев Георгий Иванович                                                               | 24.03.1945 | пехота       | командир мотострелкового батальона 26-й мотострелковой бригады 19-го танкового корпуса 6-й гвардейской армии 1-го Прибалтийского фронта                                                                 | майор                     | 23.03.1919 — 12.09.1981                  | [ БС 17 ] [ ГС 71 ] [ НЛ 68 ]   |
| 420   | Писаревский Николай Фёдорович                                                          | 23.02.1945 | авиация      | командир звена 173-го гвардейского штурмового авиационного полка 11-й гвардейской штурмовой авиационной дивизии 16-й воздушной армии 1-го Белорусского фронта                                           | старший лейтенант         | 25.12.1919 — 28.01.1978                  | [ БС 17 ] [ ГС 72 ] [ НЛ 69 ]   |
| 421   | Писаренко Андрей Ефремович бел. Пісарэнка Андрэй Яфрэмавіч                             | 17.10.1943 | пехота       | командир роты 1035-го стрелкового полка 280-й стрелковой дивизии 60-й армии Центрального фронта | лейтенант                 | 03.06.1908 — 24.02.1966                  | [ БС 17 ] [ ГС 73 ] [ НЛ 70 ]   |
| 422   | Писаренко Николай Фомич укр. Писаренко Микола Хомич                                    | 24.03.1945 | артиллерия   | наводчик орудия 44-й мотострелковой бригады 1-го танкового корпуса 2-й гвардейской армии 1-го Прибалтийского фронта                                                                                     | красноармеец              | 26.07.1915 — 20.01.1974                  | [ БС 18 ] [ ГС 74 ] [ НЛ 71 ]   |
| 423   | Писаренко Павел Трофимович укр. Писаренко Павло Трохимович                             | 28.04.1945 | танкист      | командир орудия танка Т-34 36-й гвардейской танковой бригады 4-го гвардейского механизированного корпуса 7-й гвардейской армии 2-го Украинского фронта                                                  | гвардии сержант           | 10.10.1921 — 07.12.1996                  | [ БС 19 ] [ ГС 75 ] [ НЛ 72 ]   |
| 424   | Пискарёв Иван Васильевич                                                               | 18.09.1943 | нквд         | командир 290-го отдельного стрелкового полка Войск НКВД | подполковник              | 12.04.1901 — 04.05.1973                  | ——                              |
| 425   | Писклов Василий Емельянович                                                            | 27.08.1943 | пехота       | помощник командира взвода 207-го гвардейского стрелкового полка 70-й гвардейской стрелковой дивизии 13-й армии Центрального фронта                                                                      | гвардии старший сержант   | 28.08.1921 — 17.02.1998                  | [ БС 19 ] [ ГС 77 ] [ НЛ 73 ]   |
| 426   | Писклов Пётр Кириллович                                                                | 23.10.1943 | пехота       | командир взвода роты противотанковых ружей 565-го стрелкового полка 161-й стрелковой дивизии 40-й армии Воронежского фронта                                                                             | старший сержант           | 01.10.1923 — 17.11.1943                  | [ БС 19 ] [ ГС 78 ] [ НЛ 74 ]   |
| 427   | Пискун Иван Иванович укр. Піскун Іван Іванович                                         | 24.03.1945 | пехота       | командир роты 795-го стрелкового полка 228-й стрелковой дивизии 53-й армии 2-го Украинского фронта | лейтенант                 | 25.01.1914 — 18.02.1982                  | [ БС 19 ] [ ГС 79 ] [ НЛ 75 ]   |
| 428   | Пискунов Борис Андреевич                                                               | 30.10.1943 | связисты     | телефонист роты связи 43-го стрелкового полка 106-й стрелковой дивизии 65-й армии Центрального фронта                                                                                                   | красноармеец              | 11.05.1921 — 21.06.2001                  | [ БС 20 ] [ ГС 80 ] [ НЛ 76 ]   |
| 429   | Пискунов Василий Григорьевич                                                           | 13.04.1944 | авиация      | заместитель командира и штурман эскадрильи 232-го штурмового авиационного полка 289-й штурмовой авиационной дивизии 7-го штурмового авиационного корпуса 8-й воздушной армии 4-го Украинского фронта    | старший лейтенант         | 28.02.1919 — 16.11.1994                  | [ БС 21 ] [ ГС 81 ] [ НЛ 77 ]   |
| 430   | Пискунов Михаил Степанович                                                             | 31.05.1945 | танкист      | временно исполняющий должность командира 50-й гвардейской танковой бригады 9-го гвардейского танкового корпуса 2-й гвардейской танковой армии 1-го Белорусского фронта                                  | гвардии подполковник      | 21.11.1915 — 17.02.1995                  | [ БС 21 ] [ ГС 82 ] [ НЛ 78 ]   |
| 431   | Пислегин Виктор Кузьмич                                                                | 21.03.1940 | танкист      | башенный стрелок танка 62-го танкового полка 86-й стрелковой дивизии 7-й армии Северо-Западного фронта                                                                                                  | красноармеец              | 20.04.1920 — 24.07.1941                  | [ БС 21 ] [ ГС 83 ] [ НЛ 79 ]   |
| 432   | Письменный Владимир Васильевич                                                         | 07.04.1940 | пехота       | командир батальона 588-го стрелкового полка 90-й стрелковой дивизии 13-й армии Северо-Западного фронта                                                                                                  | старший лейтенант         | 12.06.1904 — 13.02.1940                  | [ БС 21 ] [ ГС 84 ] [ НЛ 80 ]   |
| 433   | Письменный Вячеслав Михайлович                                                         | 05.02.1986 | авиация      | командир 181-го отдельного вертолётного полка ВВС 40-й армии ограниченного контингента советских войск в Афганистане                                                                                    | подполковник              | 06.08.1950 — 31.01.2004                  | ——                              |
| 434   | Письменный Иван Алексеевич укр. Письменний Іван Олексійович                            | 13.09.1944 | пехота       | командир пулемётного расчёта 682-го стрелкового полка 202-й стрелковой дивизии 27-й армии 2-го Украинского фронта                                                                                       | младший сержант           | 10.04.1925 — 14.04.1944                  | [ БС 21 ] [ ГС 86 ] [ НЛ 81 ]   |
| 435   | Питерский Георгий Иванович                                                             | 26.10.1943 | артиллерия   | заместитель по строевой части командира 115-го гвардейского армейского истребительно-противотанкового артиллерийского полка 7-й гвардейской армии Степного фронта                                       | гвардии майор             | 22.04.1910 — 04.03.1975                  | [ БС 21 ] [ ГС 87 ] [ НЛ 82 ]   |
| 436   | Пичугин Дмитрий Николаевич                                                             | 24.03.1945 | пехота       | командир взвода пешей разведки 44-го стрелкового полка 42-й стрелковой дивизии 49-й армии 2-го Белорусского фронта                                                                                      | лейтенант                 | 09.11.1904 — 11.04.1947                  | [ БС 22 ] [ ГС 88 ] [ НЛ 83 ]   |
| 437   | Пичугин Евгений Иванович                                                               | 14.02.1943 | авиация      | лётчик 441-го истребительного авиационного полка 106-й истребительной авиационной дивизии Бологоевского дивизионного района ПВО                                                                         | младший лейтенант         | 17.01.1922 — 19.03.1942                  | [ БС 23 ] [ ГС 89 ] [ НЛ 84 ]   |
| 438   | Пичугин Иван Яковлевич                                                                 | 10.04.1945 | танкист      | командир танковой роты 56-й гвардейской танковой бригады 7-го гвардейского танкового корпуса 3-й гвардейской танковой армии 1-го Украинского фронта                                                     | гвардии капитан           | 18.03.1913 — 04.11.1988                  | [ БС 23 ] [ ГС 90 ] [ НЛ 85 ]   |
| 439   | Пичугин Михаил Сергеевич                                                               | 24.03.1945 | танкист      | старший радист-пулемётчик танка Т-34 108-й танковой бригады 9-го танкового корпуса 1-го Белорусского фронта                                                                                             | старший сержант           | 25.09.1925 — 24.04.2002                  | [ БС 23 ] [ ГС 91 ] [ НЛ 86 ]   |
| 440   | Пичугов Василий Григорьевич                                                            | 15.01.1944 | пехота       | стрелок 467-го стрелкового полка 81-й стрелковой дивизии 61-й армии Центрального фронта | красноармеец              | 1912 — 11.10.1943                        | [ БС 23 ] [ ГС 92 ] [ НЛ 87 ]   |
| 441   | Пишкан Иван Аникеевич укр. Пішкан Іван Оникійович                                      | 01.11.1943 | авиация      | командир эскадрильи 31-го гвардейского истребительного авиационного полка 6-й гвардейской истребительной авиационной дивизии 8-й воздушной армии 4-го Украинского фронта                                | гвардии капитан           | 15.06.1914 — 15.01.1974                  | [ БС 23 ] [ ГС 93 ] [ НЛ 88 ]   |
| 442   | Пищикевич Борис Тарасович бел. Пішчыкевіч Барыс Тарасавіч                              | 30.10.1943 | комиссар     | агитатор политотдела 69-й стрелковой дивизии 65-й армии Центрального фронта | майор                     | 05.08.1899 — 15.01.1974                  | [ БС 23 ] [ ГС 94 ] [ НЛ 89 ]   |
| 443   | Пищулин Андриан Абрамович                                                              | 17.11.1943 | пехота       | командир мотострелкового батальона 51-й гвардейской танковой бригады 6-го гвардейского танкового корпуса 3-й гвардейской танковой армии Воронежского фронта                                             | гвардии старший лейтенант | 15.09.1903 — 24.09.1943                  | [ БС 23 ] [ ГС 95 ] [ НЛ 90 ]   |
| 444   | Пиявчик Иван Павлович укр. П'явчик Іван Павлович                                       | 27.02.1945 | артиллерия   | командир батареи СУ-85 369-го гвардейского самоходного артиллерийского полка 9-го гвардейского танкового корпуса 2-й гвардейской танковой армии 1-го Белорусского фронта                                | гвардии капитан           | 01.02.1913 — 20.06.2002                  | [ БС 23 ] [ ГС 96 ] [ НЛ 91 ]   |
| 445   | Плакидин Дмитрий Иванович                                                              | 10.01.1944 | пехота       | командир отделения 22-й гвардейской мотострелковой бригады 6-го гвардейского танкового корпуса 3-й гвардейской танковой армии Воронежского фронта                                                       | гвардии старший сержант   | 29.09.1923 — 22.11.1943                  | [ БС 24 ] [ ГС 97 ] [ НЛ 92 ]   |
| 446   | Плакса Михаил Андреевич укр. Плакса Михайло Андрійович                                 | 24.12.1943 | артиллерия   | командир 314-го гвардейского миномётного дивизиона 66-го гвардейского миномётного полка оперативной группы гвардейских миномётных частей Воронежского фронта                                            | гвардии капитан           | 1915 — 26.10.1944                        | [ БС 25 ] [ ГС 98 ] [ НЛ 93 ]   |
| 447   | Платицин Владимир Васильевич                                                           | 26.08.1944 | танкист      | командир танкового батальона 7-й гвардейской отдельной танковой бригады 8-й армии Волховского фронта | гвардии майор             | 15.07.1919 — 23.09.1994                  | [ БС 25 ] [ ГС 99 ] [ НЛ 94 ]   |
| 448   | Платов Алексей Иванович                                                                | 10.04.1945 | артиллерия   | командир орудия 524-го стрелкового полка 112-й стрелковой дивизии 13-й армии 1-го Украинского фронта | старшина                  | 05.09.1923 — 14.11.1983                  | [ БС 25 ] [ ГС 100 ] [ НЛ 95 ]  |
| 449   | Платов Михаил Михайлович                                                               | 24.03.1945 | связисты     | командир радиоотделения батареи 320-го гаубичного артиллерийского полка 25-й гаубичной артиллерийской бригады 7-й артиллерийской дивизии прорыва РГК в составе 46-й армии 2-го Украинского фронта       | младший сержант           | 12.12.1925 — 30.05.1988                  | [ БС 25 ] [ ГС 101 ] [ НЛ 96 ]  |
| 450   | Платонов Венедикт Михайлович                                                           | 27.02.1945 | кавалерия    | заместитель по строевой части командира 56-го гвардейского кавалерийского полка 14-й гвардейской кавалерийской дивизии 7-го гвардейского кавалерийского корпуса 1-го Белорусского фронта                | гвардии капитан           | 22.03.1909 — 31.12.1971                  | [ БС 25 ] [ ГС 102 ] [ НЛ 97 ]  |
| 451   | Платонов Георгий Фёдорович                                                             | 24.03.1945 | кавалерия    | командир эскадрона 62-го гвардейского кавалерийского полка 16-й гвардейской кавалерийской дивизии 7-го гвардейского кавалерийского корпуса 1-го Белорусского фронта                                     | гвардии капитан           | 04.04.1923 — 16.10.2022                  | [ БС 25 ] [ ГС 103 ] [ НЛ 98 ]  |
| 452   | Платонов Константин Петрович                                                           | 13.03.1944 | авиация      | заместитель командира эскадрильи 108-го авиационного полка 36-й авиационной дивизии 8-го авиационного корпуса Авиации дальнего действия                                                                 | старший лейтенант         | 15.05.1921 — 08.04.1944                  | [ БС 25 ] [ ГС 104 ] [ НЛ 99 ]  |
| 453   | Платонов Николай Евгеньевич                                                            | 02.08.1944 | авиация      | заместитель командира эскадрильи 672-го штурмового авиационного полка 306-й штурмовой авиационной дивизии 9-го смешанного авиационного корпуса 17-й воздушной армии 3-го Украинского фронта             | старший лейтенант         | 26.05.1922 — 08.03.2000                  | [ БС 26 ] [ ГС 105 ] [ НЛ 100 ] |
| 454   | Платонов Николай Евтихиевич                                                            | 18.08.1945 | авиация      | командир звена 826-го штурмового авиационного полка 335-й штурмовой авиационной дивизии 3-й воздушной армии 3-го Белорусского фронта                                                                    | лейтенант                 | 05.02.1923 — 18.10.2005                  | [ БС 27 ] [ ГС 106 ] [ НЛ 101 ] |
| 455   | Платонов Николай Лаврентьевич                                                          | 19.03.1944 | пехота       | помощник командира взвода пешей разведки 610-го стрелкового полка 203-й стрелковой дивизии 12-й армии 3-го Украинского фронта                                                                           | старший сержант           | 26.10.1920 — 29.09.1984                  | [ БС 27 ] [ ГС 107 ] [ НЛ 102 ] |
| 456   | Плахотник Алексей Нестерович укр. Плахотник Олексій Нестерович                         | 24.03.1945 | пехота       | помощник командира взвода 176-го гвардейского стрелкового полка 59-й гвардейской стрелковой дивизии 46-й армии 2-го Украинского фронта                                                                  | гвардии сержант           | 06.06.1907 — 13.08.1982                  | [ БС 27 ] [ ГС 108 ] [ НЛ 103 ] |
| 457   | Плахотник Даниил Нестерович укр. Плахотник Данило Нестерович                           | 24.03.1945 | пехота       | командир отделения 176-го гвардейского стрелкового полка 59-й гвардейской стрелковой дивизии 46-й армии 2-го Украинского фронта                                                                         | гвардии младший сержант   | 14.12.1910 — 14.06.1987                  | [ БС 27 ] [ ГС 109 ] [ НЛ 104 ] |
| 458   | Плахотный Николай Михайлович                                                           | 24.03.1945 | артиллерия   | командир батареи 569-го истребительного противотанкового артиллерийского полка 17-й отдельной истребительно-противотанковой артиллерийской бригады РГК в составе 43-й армии 1-го Прибалтийского фронта  | капитан                   | 1922 — 11.07.1944                        | [ БС 27 ] [ ГС 110 ] [ НЛ 105 ] |
| 459   | Плахотя Савелий Николаевич укр. Плахотя Савелій Миколайович                            | 28.04.1945 | артиллерия   | командир СУ-76 1815-го самоходного артиллерийского полка 4-го гвардейского кавалерийского корпуса 2-го Украинского фронта                                                                               | лейтенант                 | 21.01.1918 — 12.10.1944                  | [ БС 28 ] [ ГС 111 ] [ НЛ 106 ] |
| 460   | Плашкин Борис Иосифович                                                                | 21.07.1942 | авиация      | стрелок-бомбардир 514-го пикирующего бомбардировочного авиационного полка Северо-Западного фронта | старший лейтенант         | 20.10.1917 — 15.03.1942                  | [ БС 29 ] [ ГС 112 ] [ НЛ 107 ] |
| 461   | Плесинов Василий Никитович                                                             | 27.06.1945 | пехота       | помощник командира взвода 50-го гвардейского стрелкового полка 15-й гвардейской стрелковой дивизии 5-й гвардейской армии 1-го Украинского фронта                                                        | гвардии старший сержант   | 06.08.1923 — 13.12.1996                  | [ БС 29 ] [ ГС 113 ] [ НЛ 108 ] |
| 462   | Плетенской Павел Васильевич                                                            | 27.02.1945 | пехота       | командир батареи противотанковых орудий мотострелкового батальона 34-й гвардейской мотострелковой бригады 12-го гвардейского танкового корпуса 2-й гвардейской танковой армии 1-го Белорусского фронта  | гвардии капитан           | 27.08.1918 — 07.02.2000                  | [ БС 29 ] [ ГС 114 ] [ НЛ 109 ] |

| Навигационная таблица | Навигационная таблица                 |
| --------------------- | ------------------------------------- |
| «П»                   | Павкин Иван — Пантелеев Лев           |
| «П»                   | Пантелькин Анатолий — Перелёт Алексей |
| «П»                   | Перепелица Александр — Петрушин Иван  |
| «П»                   | Петрюк Василий — Плетенской Павел     |
| «П»                   | Плетнёв Пётр — Половинкин Александр   |
| «П»                   | Половинкин Валентин — Попов Николай   |
| «П»                   | Попов Павел — Просолов Иван           |
| «П»                   | Просяник Емельян — Пятяри Иван        |